# Brian Lluy
Brian Emanuel Lluy (Pergamino, 25 aprile 1989) è un calciatore argentino, difensore del Douglas Haig.

## Carriera
Ha giocato nella massima serie dei campionati argentino e greco e nella seconda divisione argentina.

## Statistiche

### Presenze e reti nei club
Statistiche aggiornate al 28 giugno 2021.
| Stagione                | Squadra                 | Campionato              | Campionato | Campionato | Coppe nazionali | Coppe nazionali | Coppe nazionali | Coppe continentali | Coppe continentali | Coppe continentali | Altre coppe | Altre coppe | Altre coppe | Totale | Totale |
| Stagione                | Squadra                 | Comp                    | Pres       | Reti       | Comp            | Pres            | Reti            | Comp               | Pres               | Reti               | Comp        | Pres        | Reti        | Pres   | Reti   |
| ----------------------- | ----------------------- | ----------------------- | ---------- | ---------- | --------------- | --------------- | --------------- | ------------------ | ------------------ | ------------------ | ----------- | ----------- | ----------- | ------ | ------ |
| gen.-lug. 2009          | Racing Club             | PD                      | 11         | 0          |                 | -               | -               |                    | -                  | -                  |             | -           | -           | 11     | 0      |
| 2009-2010               | Racing Club             | PD                      | 28         | 1          |                 | -               | -               |                    | -                  | -                  |             | -           | -           | 28     | 1      |
| 2010-2011               | Racing Club             | PD                      | 14         | 0          |                 | -               | -               |                    | -                  | -                  |             | -           | -           | 14     | 0      |
| 2011-2012               | Racing Club             | PD                      | 7          | 0          | CA              | 2               | 0               |                    | -                  | -                  |             | -           | -           | 9      | 0      |
| 2012-2013               | Racing Club             | PD                      | 4          | 0          | CA              | 1               | 0               | CS                 | 1                  | 0                  |             | -           | -           | 6      | 0      |
| Totale Racing Club      | Totale Racing Club      | Totale Racing Club      | 64         | 1          |                 | 3               | 0               |                    | 1                  | 0                  |             | -           | -           | 68     | 1      |
| 2013-2014               | Asteras Tripolīs        | SL                      | 26         | 1          | CG              | 3               | 0               |                    | -                  | -                  |             | -           | -           | 29     | 1      |
| 2014-2015               | Asteras Tripolīs        | SL                      | 35         | 0          | CG              | 1               | 0               | UEL                | 12                 | 0                  |             | -           | -           | 48     | 0      |
| 2015-2016               | Asteras Tripolīs        | SL                      | 23         | 0          | CG              | 1               | 0               | UEL                | 6                  | 1                  |             | -           | -           | 30     | 1      |
| Totale Asteras Tripolīs | Totale Asteras Tripolīs | Totale Asteras Tripolīs | 84         | 1          |                 | 5               | 0               |                    | 18                 | 1                  |             | -           | -           | 107    | 2      |
| 2017-2018               | Quilmes                 | PBN                     | 21         | 1          |                 | -               | -               |                    | -                  | -                  |             | -           | -           | 21     | 1      |
| 2018-2019               | Quilmes                 | PBN                     | 16         | 1          |                 | -               | -               |                    | -                  | -                  |             | -           | -           | 16     | 1      |
| Totale Quilmes          | Totale Quilmes          | Totale Quilmes          | 37         | 2          |                 | -               | -               |                    | -                  | -                  |             | -           | -           | 37     | 2      |
| 2019-gen. 2020          | Boca Unidos             | TFA                     | 13         | 0          |                 | -               | -               |                    | -                  | -                  |             | -           | -           | 13     | 0      |
| gen.-giu. 2020          | Platense                | PBN                     | 2          | 0          | CA              | 1               | 0               |                    | -                  | -                  |             | -           | -           | 3      | 0      |
| 2020-2021               | Platense                | PBN                     | 10         | 0          |                 | -               | -               |                    | -                  | -                  |             | -           | -           | 10     | 0      |
| 2021                    | Platense                |                         | -          | -          | CdL             | 13              | 0               |                    | -                  | -                  |             | -           | -           | 13     | 0      |
| Totale Platense         | Totale Platense         | Totale Platense         | 12         | 0          |                 | 14              | 0               |                    | -                  | -                  |             | -           | -           | 26     | 0      |
| Totale carriera         | Totale carriera         | Totale carriera         | 210        | 4          |                 | 9               | 0               |                    | 19                 | 1                  |             | 13          | 0           | 251    | 5      |